# برایان دویل (بازیکن فوتبال)
برایان دویل (انگلیسی: Brian Doyle; ۱۵ ژوئیهٔ ۱۹۳۰ – ۲۲ دسامبر ۱۹۹۲) بازیکن فوتبال اهل بریتانیا بود.
از باشگاه‌هایی که در آن بازی کرده‌است می‌توان به باشگاه فوتبال استوک سیتی، باشگاه فوتبال بریستول راورز، باشگاه فوتبال اکستر سیتی، و باشگاه فوتبال منچستر سیتی اشاره کرد.